# 陳亨
陳 亨（ちん こう、生年不詳 - 1400年）は、元末明初の軍人。本貫は寿州。

## 生涯
元末に揚州万戸となった。濠州で朱元璋に従い、鉄甲長とされ、千戸に抜擢された。1368年（洪武元年）、徐達の北伐に従い、東昌を守った。元軍が数万の兵でにわかにやってくると、陳亨は東昌を固く守り、奇兵を出して誘って元軍を破った。1369年（洪武2年）、大同を守った。功績を重ねて燕山左衛指揮僉事に進んだ。しばしば塞北への出征に従い、北平都指揮使に転じた。1398年（洪武31年）、建文帝が即位すると、陳亨は都督僉事に抜擢された。
1399年（建文元年）、靖難の変が起こると、陳亨は劉真・卜万とともに大寧を守った。兵を移して松亭関に進出し、沙河に駐屯し、遵化を攻めようと図った。燕王朱棣の軍が兵がやってくると、陳亨は松亭関に退いた。このとき李景隆が50万の大軍を率いて燕王の本拠である北平を攻めようとしていた。北平の軍勢は少数であり、建文帝側の大寧行都司の管轄する興州・営州の二十数衛の兵は、みな西北の精鋭であった。また朶顔衛・泰寧衛・福余衛のウリヤンハイ三衛や元の降将の率いる北方民族の騎兵は驍勇で知られた。卜万は部下を率いて李景隆の軍と合流した。燕王朱棣は彼我の形勢の差を恐れて、一計を案じて陳亨を欺き卜万を捕えようと、劉家口の間道から大寧を速攻した。陳亨と劉真は松亭関から大寧の救援に向かおうとした。陳亨は道中で大寧が陥落したと聞き、指揮の徐理・陳文らとともに燕王に降伏しようと図った。陳亨は夜に2回の鼓を打ち、劉真の陣営を襲撃した。劉真は単騎で広寧に逃走し、陳亨らは兵を率いて燕王に降った。燕王朱棣は建文帝側の諸軍と三衛の騎兵を攻め下し、寧王朱権を連れて北平に帰った。
陳亨は燕王側で従軍して、たびたび建文帝側の軍を破った。1400年（建文2年）、白溝河の戦いで、陳亨は重傷を負った。済南を攻撃し、平安と鏵山で戦い、これを撃破した。陳亨の傷は重く、輿で北平に帰された。都督同知の位に進んだ。燕王朱棣が軍を返すと、自ら陳亨の邸を訪れて見舞った。この年の10月、陳亨は死去した。1402年（建文4年）、永楽帝が即位すると、涇国公に追封された。諡は襄敏といった。

## 子女
- 陳恭（長男、都督同知の位を嗣いだ）
- 陳懋（末子）